# Zygottus
Zygottus és un gènere d' aranyes araneomorfes de la subfamília Erigoninae, dins de la família dels linífids. Es poden trobar als Estats Units.
Fou descrit per primera vegada per Ralph Vary Chamberlin l'any 1949.

## Llista d'espècies
Segons The World Spider Catalog 12.0:
- Zygottus corvallis Chamberlin, 1949 (espècie tipus)
- Zygottus oregonus Chamberlin, 1949